# Philip Hensher
Philip Hensher (Londres, 1965) és escriptor i periodista. Va estudiar a Oxford i es va doctorar a Cambridge amb una tesi sobre la pintura anglesa del segle XXVIII. Col·labora habitualment amb mitjans com The Spectator, The Guardian, The Independent i The Mail on Sunday i és professor d'escriptura creativa a la Universitat de Bath Spa. L'any 2003 va ser seleccionat per la revista Granta com un dels vint millors joves novel·listes britànics. Ha escrit un llibre de relats i set novel·les, entre les quals destaquen El imperio de las zarzas (2002), The Northern Clemency (2008, finalista del premi Man Booker), El rey de los tejones (2011) i Scenes from Early Life (2012, guanyadora del Ondaatje Prize 2013).